# Glenmorangie

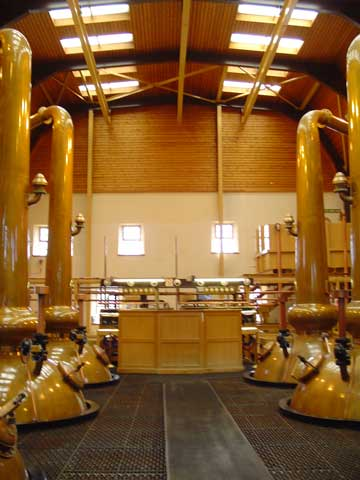
Palírna Glenmorangie

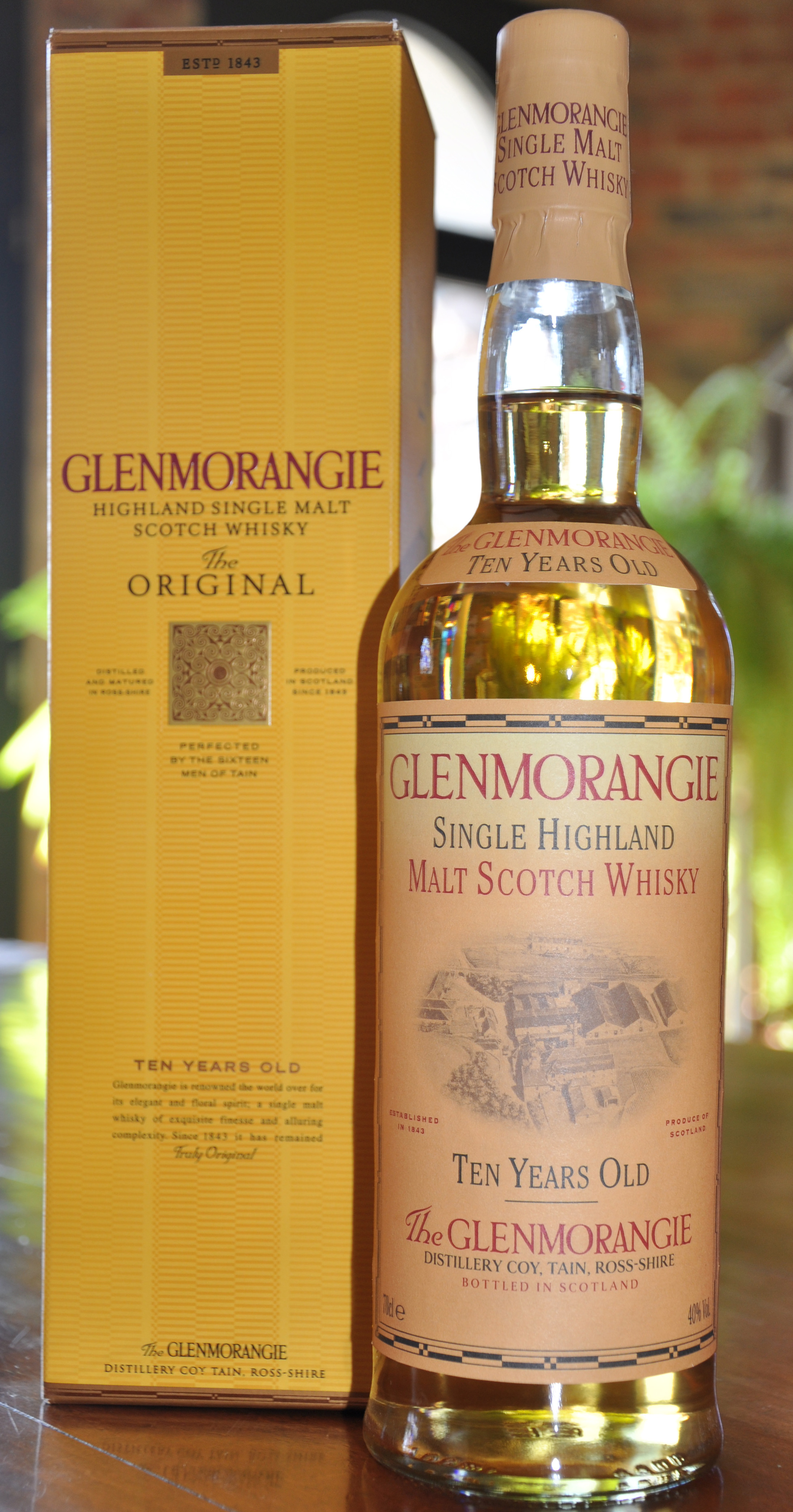

Glenmorangie je skotská palírna společnosti Glenmorangie plc nacházející se ve vesnici Tain v kraji Ross-shire, jež vyrábí skotskou sladovou whisky.
Palírna byla založena v roce 1843 a produkuje čistou sladovou whisky. Tato palírna má nejvyšší kotle ve Skotsku (přes 5 metrů) a nezvykle tvrdou vodu používá z několika sladkovodních pramenů u Tarlogie. Produkuje whisky značky Glenmorangie, což je 10letá whisky s obsahem alkoholu 40 %. Tato whisky má bohatou kořenito-citrusovou chuť.